# Anatini
Anatini es una tribu de aves anseriformes de la subfamilia de los anátinos. Sus 8 géneros vivientes poseen especies que habitan ambientes acuáticos de ambos hemisferios y son denominadas comúnmente patos, cercetas o silbones.

## Costumbres
La mayoría de las especies de esta tribu vuelan muy bien, por lo que varias especies que habitan en latitudes elevadas poseen hábitos migratorios. Habitan en gran variedad de cuerpos de agua, encontrando su alimento principalmente en la superficie del espejo. Se zambullen raramente, mayormente solo sumergen la mitad anterior de su cuerpo, dejando la cola y las patas fuera del agua; de esta forma buscan alimento escarbando en el fondo con sus picos. Se alimentan de semillas, hojas, tallos de plantas acuáticas, gusanos, pequeños crustáceos y moluscos. Pueden moverse en tierra e ir a comer semillas en campos de cultivo.

## Taxonomía
Descripción original

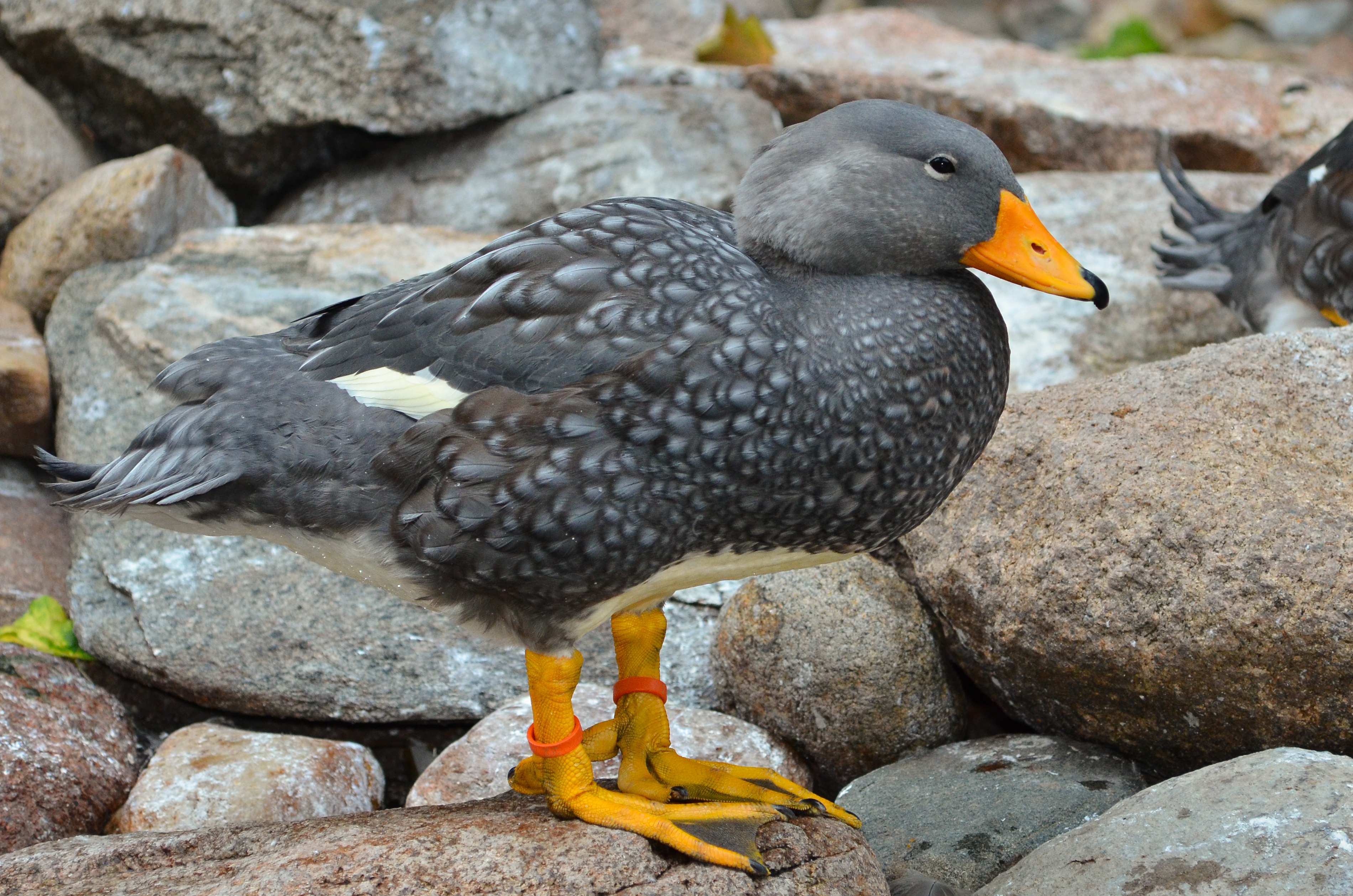
Pato vapor austral (Tachyeres pteneres).

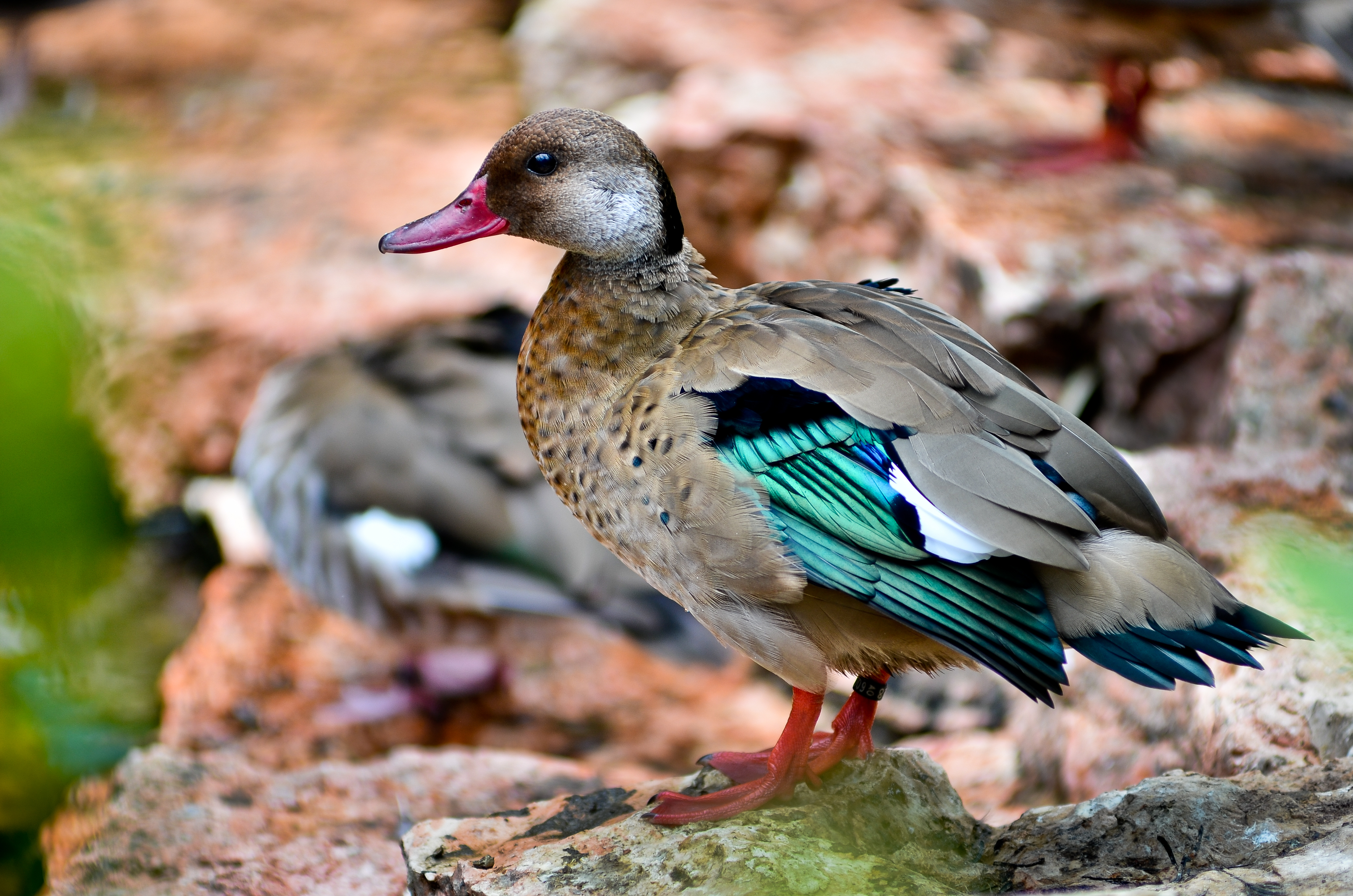
Pato cutirí (Amazonetta brasiliensis).

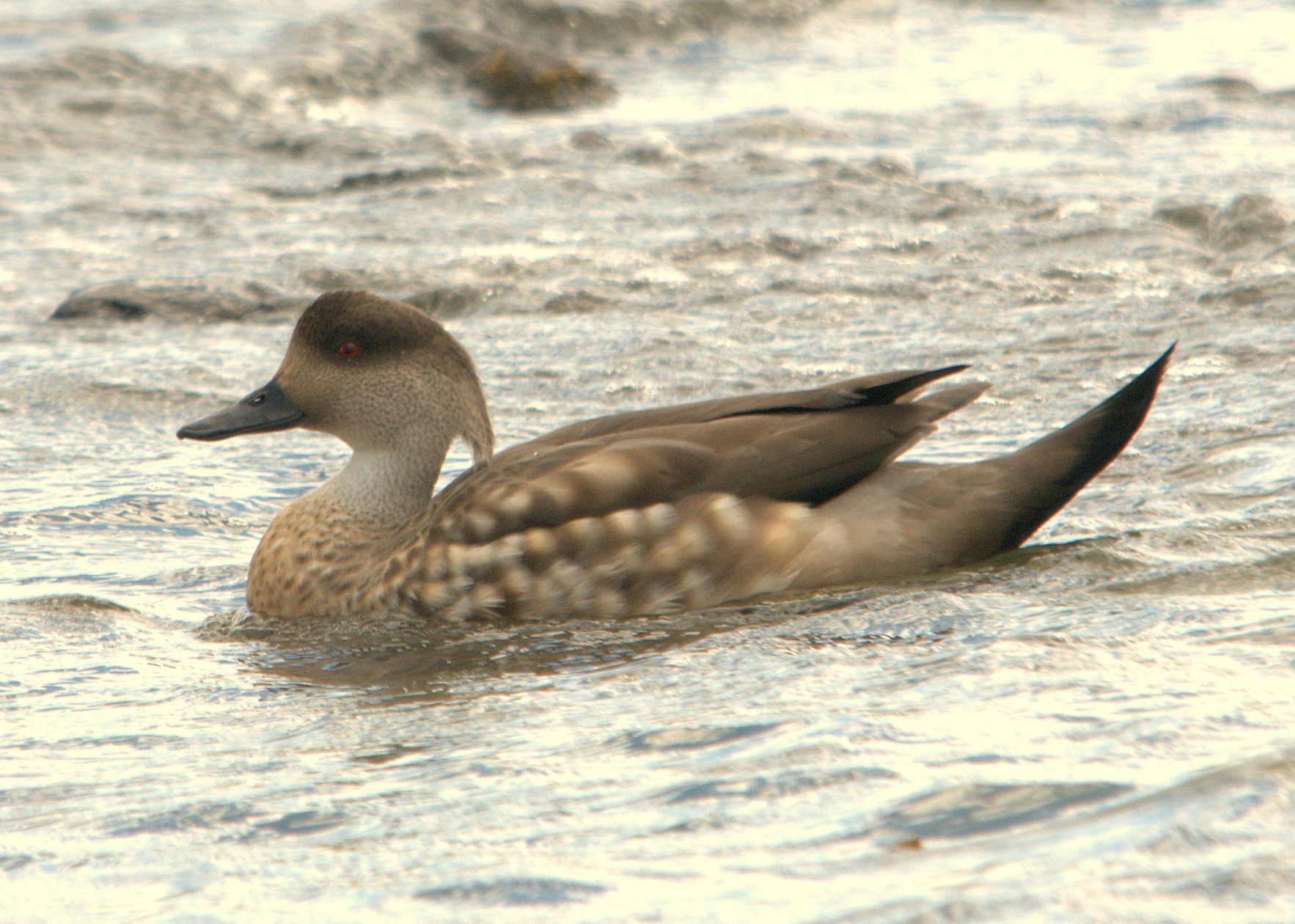
Pato juarjal (Lophonetta specularioides).

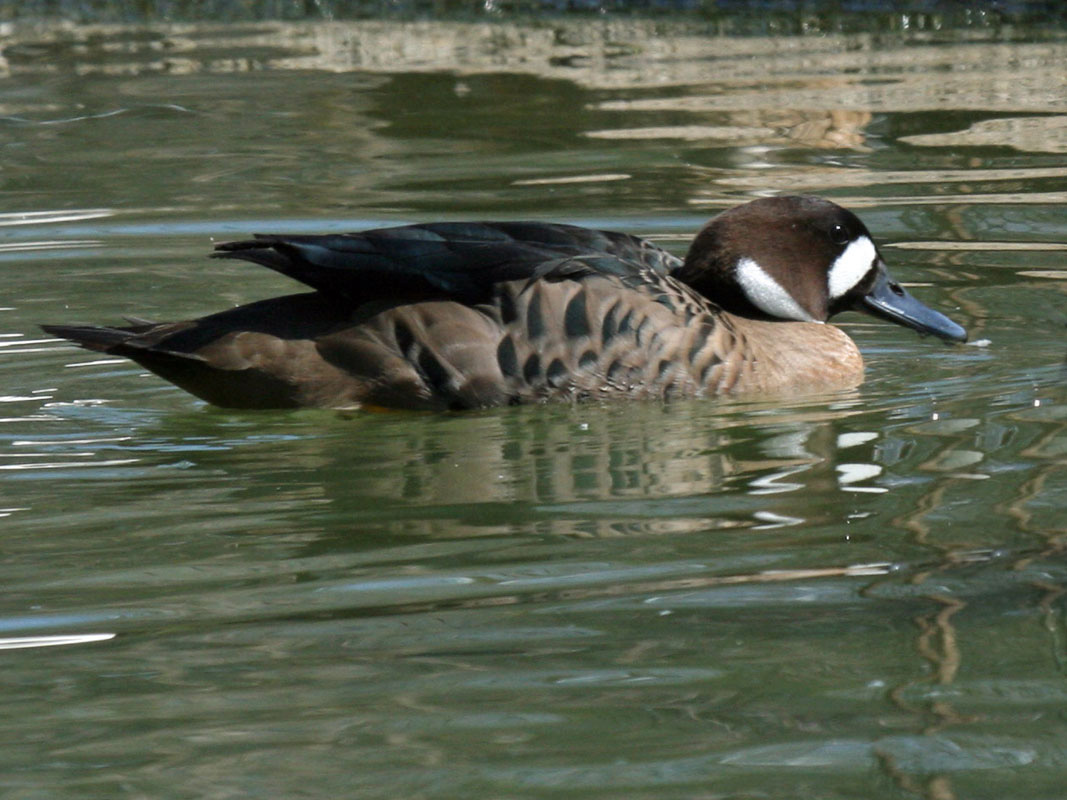
Pato de anteojos (Speculanas specularis).

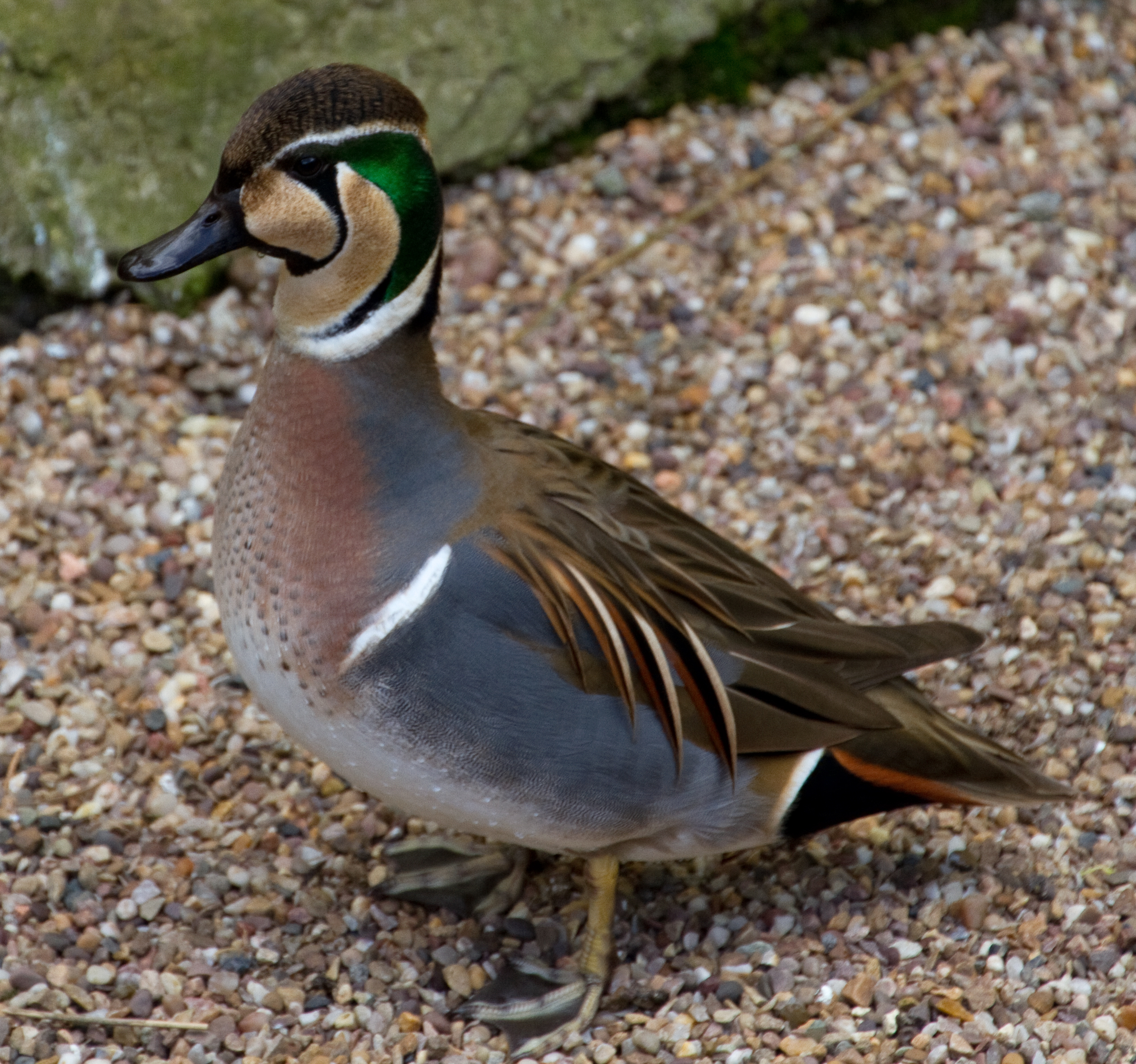
Cerceta del Baikal (Sibirionetta formosa).

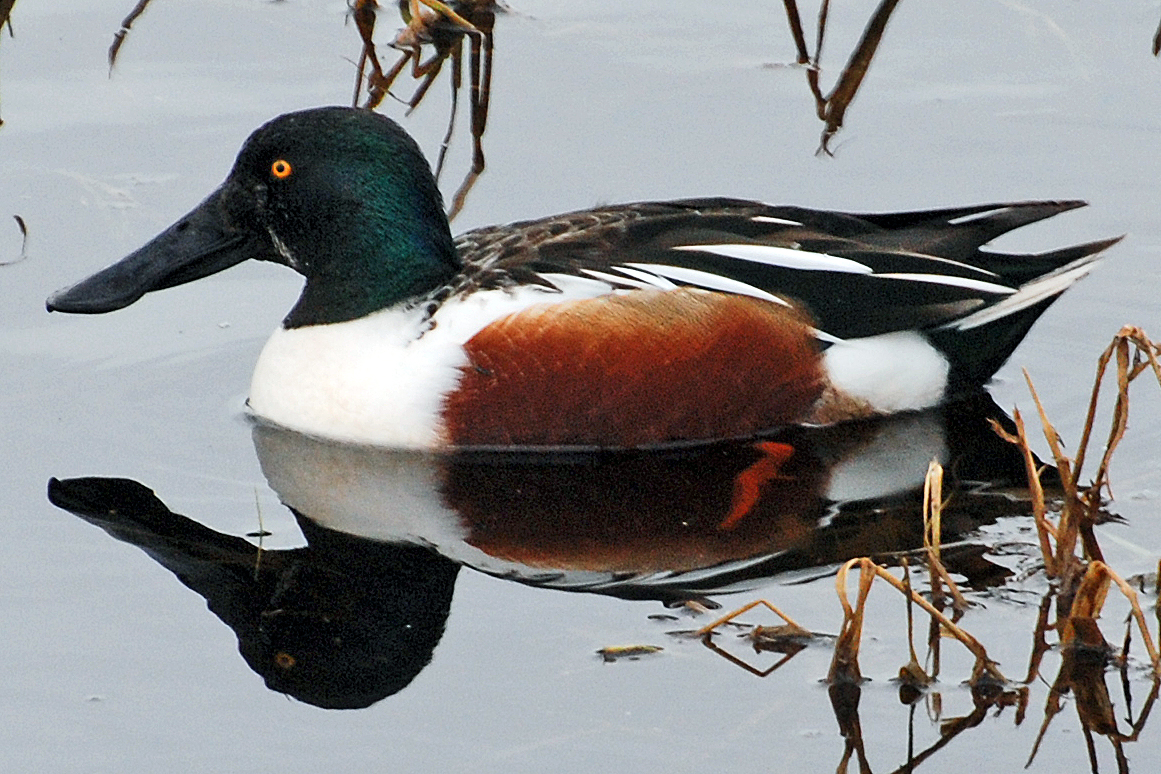
Un macho de pato cuchara común (Spatula clypeata).

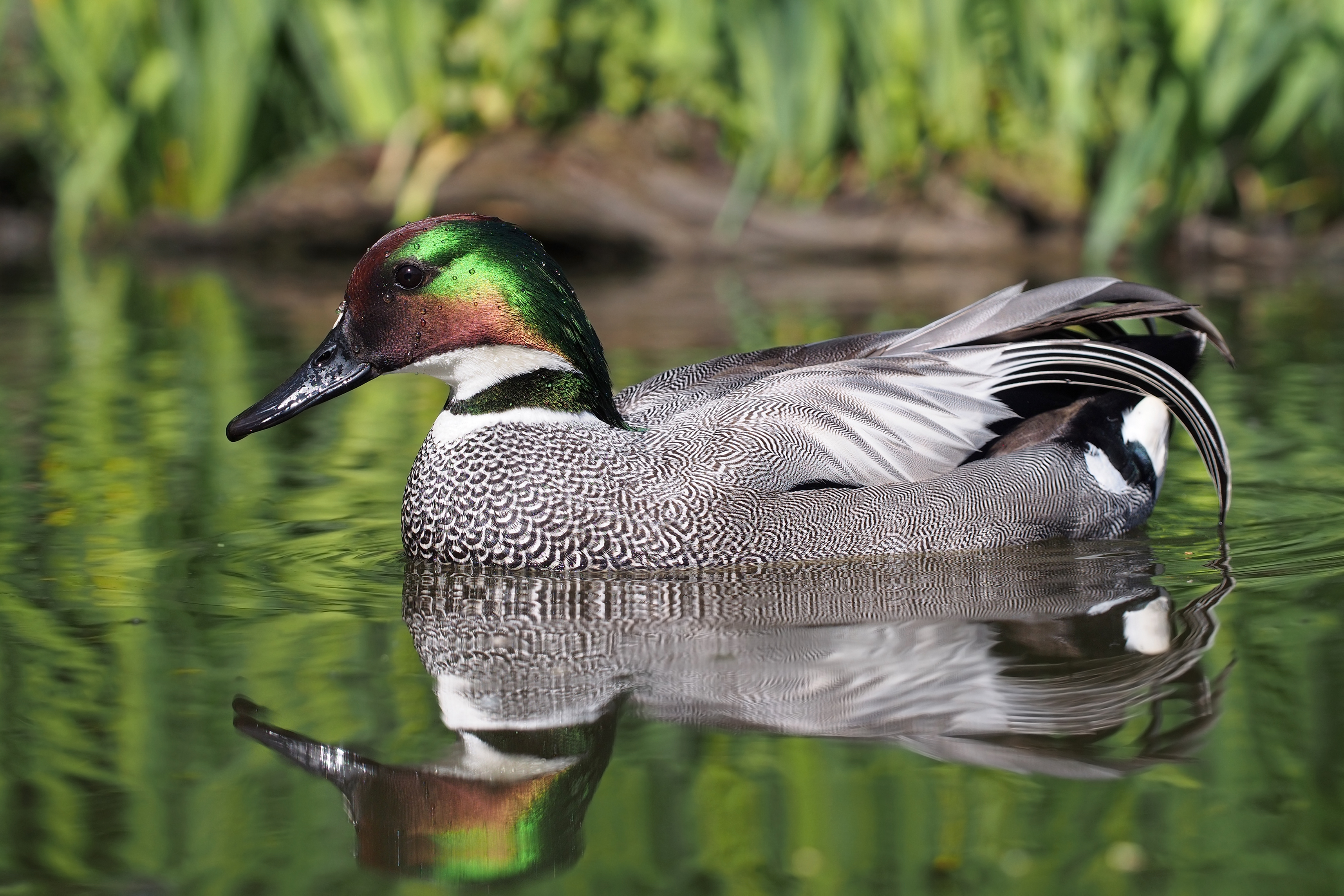
Cerceta de alfanjes (Mareca falcata).

Esta tribu fue descrita originalmente en el año 1820 por el zoólogo británico William Elford Leach.
Caracterización y relaciones filogenéticas
La calibración del reloj molecular ubicó el origen del ancestro en común más reciente de la tribu Anatini en el Mioceno, 13,5 Ma.
Subdivisión
Esta tribu se compone de 8 géneros vivientes y otros extintos, solo conocidos por el registro fósil.
- Anas
  - Anas acuta Linnaeus, 1758
  - Anas aucklandica G. R. Gray, 1844
  - Anas bahamensis Linnaeus, 1758
  - Anas bernieri Hartlaub, 1860
  - Anas capensis Gmelin, 1789
  - Anas carolinensis Gmelin, 1789
  - Anas castanea Eyton, 1838
  - Anas chlorotis G. R. Gray, 1845
  - Anas crecca Linnaeus, 1758
  - Anas diazi Ridgway, 1886
  - Anas eatoni Sharpe, 1875
  - Anas erythrorhyncha Gmelin, 1789
  - Anas flavirostris Vieillot, 1816
  - Anas fulvigula Ridgway, 1874
  - Anas georgica Gmelin, 1789
  - Anas gibberifrons S. Muller, 1842
  - Anas gracilis Buller, 1869
  - Anas laysanensis Rothschild, 1892
  - Anas luzonica Fraser, 1839
  - Anas melleri P. L. Sclater, 1865
  - Anas nesiotis J. H. Fleming, 1935
  - Anas platyrhynchos Linnaeus, 1758
  - Anas poecilorhyncha J. R. Forster, 1781
  - Anas rubripes Brewster, 1902
  - Anas sparsa Eyton, 1838
  - Anas superciliosa Gmelin, 1789
  - Anas theodori † Newton & Gadow, 1893
  - Anas undulata C. F. Dubois, 1839
  - Anas wyvilliana P. L. Sclater, 1878

- Mareca
  - Mareca americana (Gmelin, 1789)
  - Mareca falcata (Georgi 1775)
  - Mareca marecula † (Olson & Jouventin, 1996)
  - Mareca penelope (Linnaeus, 1758)
  - Mareca sibilatrix (Poeppig, 1829)
  - Mareca strepera (Linnaeus, 1758)

- Spatula
  - Spatula clypeata (Linnaeus, 1758)
  - Spatula cyanoptera (Vieillot, 1816)
  - Spatula discors (Linnaeus, 1766)
  - Spatula hottentota (Eyton, 1838)
  - Spatula platalea (Vieillot, 1816)
  - Spatula puna (Tschudi, 1844)
  - Spatula querquedula (Linnaeus, 1758)
  - Spatula rhynchotis (Latham, 1802)
  - Spatula smithii (Hartert, 1891)
  - Spatula versicolor (Vieillot 1816)

- Sibirionetta
  - Sibirionetta formosa (Georgi 1775)

- Speculanas
  - Speculanas specularis (King, 1828)

- Lophonetta
  - Lophonetta specularioides (King, 1828)

- Amazonetta
  - Amazonetta brasiliensis (Gmelin, 1789)

- Tachyeres
  - Tachyeres patachonicus (King, 1831)
  - Tachyeres pteneres (Forster, 1844)
  - Tachyeres brachypterus (Latham, 1790)
  - Tachyeres leucocephalus Humphrey & Thompson, 1981